# Ménagier de Paris

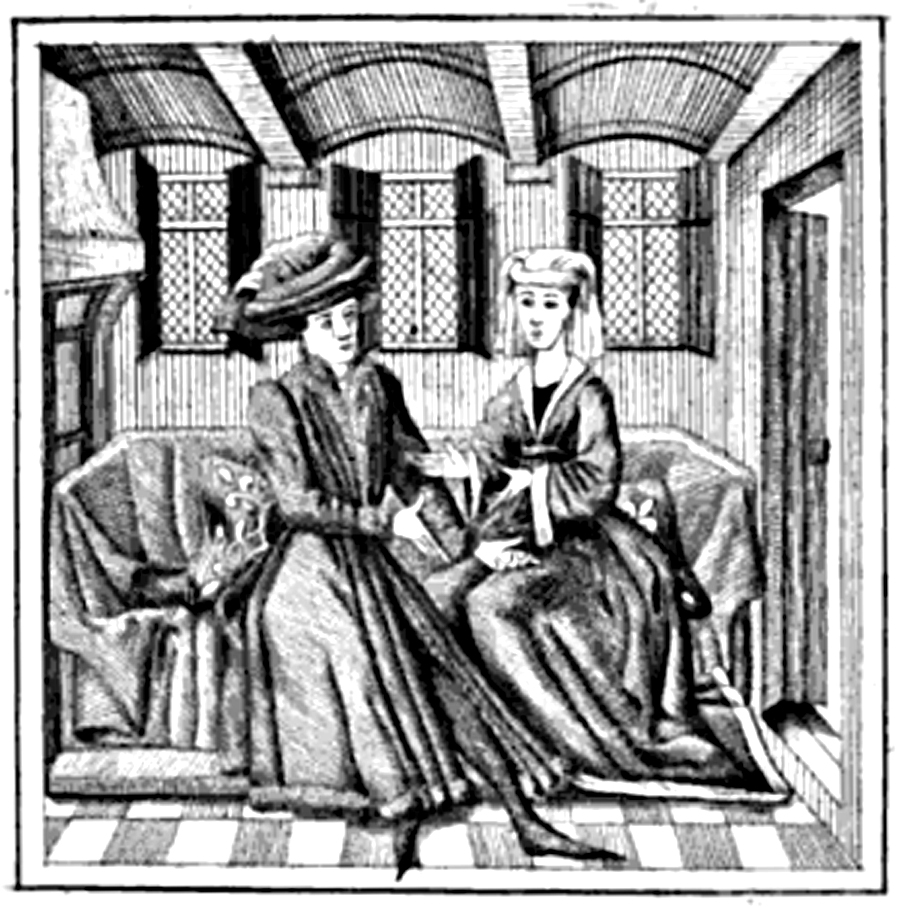
Ménagier de Paris, Miniatur

Ménagier de Paris ist ein Werk des Mittelalters, das umfangreiche Hinweise auf die Führung eines Haushalts gibt. Es handelt sich um ein anonymes Werk vom Ende des 14. Jahrhunderts, verfasst von einem älteren Mann bürgerlichen Standes für seine fünfzehnjährige Ehefrau.
Im Ménagier finden sich nicht nur Rezepte, sondern auch zahlreiche Hinweise zur Beschaffung und Konservierung von Lebensmitteln, eine Zusammenstellung von Speiseplänen, Anregungen zur Falknerei und zur Auswahl und Haltung der Pferde bis hin zu Kuriositäten, wie der Beschreibung von kleinen Zaubertricks, die zur Unterhaltung bei Tische vorgeführt werden können, oder Anleitungen zur Herstellung von Tinte oder Klebstoff.
Gemeinsam mit anderen mittelalterlichen Rezeptsammlungen, wie etwa Le Viandier oder Du fait de cuisine, ist Ménagier de Paris ein Schlüsselwerk zur Erschließung der Esskultur und Lebensart im mittelalterlichen Frankreich. Hinsichtlich einiger Aspekte weist das Werk eine Nähe zum Livre des Trois Vertus von Christine de Pizan auf. Der Romanist Terence Scully hat dieses Werk als eines von nahezu enzyklopädischem Ausmaß bezeichnet.